# Hof Neuroth

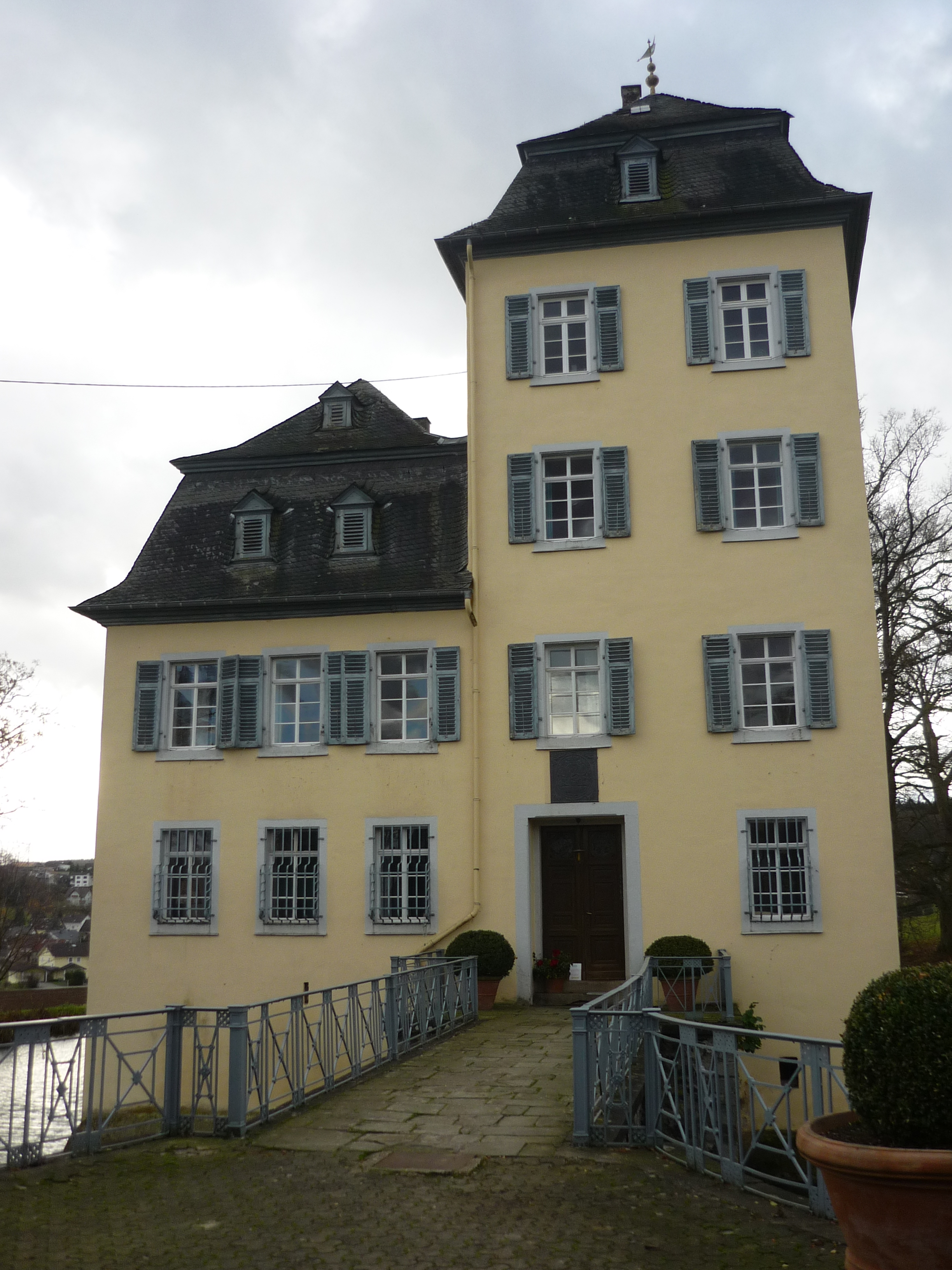
Hof Neuroth

Hof Neuroth ist ein Schlossgebäude im Westerwaldkreis zwischen den Ortsgemeinden Bilkheim und Salz, nordöstlich von Montabaur gelegen. Es ist das einzige Wasserschloss im Oberen Westerwald. Markant ist der vierstöckige Turm des Gebäudes, das nicht zu besichtigen ist.

## Baubeschreibung
Hof Neuroth befindet sich rund 250 Meter nordöstlich des Ortsrands von Bilkheim. Das historische Gebäude liegt in einem Weiher. Ein moderner landwirtschaftlicher Betrieb schließt sich im Nordosten an.
Es handelt sich um einen Bau mit quadratischem Grundriss, der durch die Überbauung des Hofs einer ursprünglich rechtwinklig angeordneten zweiflügeligen Wasserburg entstanden ist. Neben der für die Region ungewöhnlichen Bauform als Wasserschloss sind die barocken Mansarddächer mit zahlreichen Gauben und die gelbe Fassadenfarbe herausragende Merkmale. Durch das hohe Sockelgeschoss wirkt die gesamte Anlage turmartig. Über diesem Sockel befinden sich zwei und im Turmtrakt vier Vollgeschosse sowie jeweils eine Mansarde. Der Zugang erfolgt von Nordosten her über eine zweibogige Steinbrücke. Die Eingangsseite weist fünf, die Nordwest- und die Südostseite jeweils vier und die Südwestseite drei Fensterachsen auf.

## Geschichte
Der erste Vorgängerbau des heutigen Schlosses entstand kurz vor dem Jahr 1340 als Allod der Burgmannenfamilie von Neuroth. 1584 gelangte er nach mehreren Besitzerwechseln als Erbe an das niederadlige Geschlecht derer von Brambach. Dadurch wurden die zugehörigen Güter mit denen einer älteren Ministerialenfamilie von Neuroth vereint, die bereits vor 1222 an anderer Stelle in der Gemarkung ein Gehöft hatte anlegen lassen. Dareüber hinaus erwarb das Haus Brambach weitere verstreute Rechte an der kleinen Ansiedlung, so dass eine einheitliche Besitzung entstand.
1687 verkaufte Johann Philipp von Brambach das Schloss für 13.000 Rheinische Gulden an Wilhelm Rheinhard Freiherr von Walderdorff. Die im Jahr 1660 in den Reichsherrenstand erhobene Familie verfolgte zu dieser Zeit eine Strategie der Arrondierung von Besitzungen rund um ihren Stammsitz Schloss Molsberg. In diesem Zusammenhang dürfte auch die Erwerbung von Hof Neuroth stehen.
Bereits seit Brambachschen Zeiten und von der zweiten Hälfte des 19. Jahrhunderts an unter dem Haus Walderdorff diente das Anwesen als Nebenwohnsitz der Familie. In Zeiten ohne Bewohner aus der Familie waren dort Förster und Verwaltungsbeamte der gräflichen Besitzungen untergebracht. Die Betreuung und Versorgung des Herrenhauses übernahmen die Pächter des angrenzenden Wirtschaftshofs.
Der Familie von Walderdorff gehört das Anwesen noch heute. Sie nutzt es weiter als Wohnsitz und bewirtschaftet in Bilkheim und Umgebung viele Felder.

## Baugeschichte
Das erste schriftliche Dokument zur Gestalt des Gebäudes stammt von kurz vor 1610 und bezeichnet es als Haus mit Wassergraben. Die auf der Wetterfahne befindliche Jahreszahl 1664 bezeichnet entweder die Errichtung des heutigen Bauwerks oder eine umfassende Neugestaltung einer älteren Bausubstanz im Stil des Barocks unter den Herren von Brambach.
Ein Dokument aus dem Jahr 1676 nennt als weitere Bestandteile des Adelsguts angrenzend an das Herrenhaus das Haus eines Hofmanns mit Scheune sowie ein wohl weiter entferntes zweites Hofhaus mit Scheune. Zudem wird eine Zugbrücke erwähnt, die zu einem unbekannten späteren Zeitpunkt durch eine steinerne Brücke ersetzt wurde.
Seine heutige Gestalt erhielt der Hof in einer Umbauphase von 1856 bis 1858 unter Carl Wilderich von Walderdorff, in der der Turm anstelle eines quadratischen Hofs entstand. Darüber hinaus wurde im Zuge dieser Baukampagne der heute noch vorhandene steinerne Altbau des angrenzenden Hofguts errichtet. Er ersetzte einen älteren Wirtschaftshof in Fachwerkbauweise.
In den folgenden Jahrzehnten konzentrierten sich weitere Arbeiten im Wesentlichen auf den Ausbau des Gehöfts. Im Herrenhaus fanden vor allem Modernisierungen statt, so im Jahr 1920 die Elektrifizierung.